# Exorphine
Exorphine est un terme qui désigne des molécules d'origine alimentaire ayant le même effet que les endorphines, donc des endorphines exogènes.
Cette distinction est proposée par Christina Zioudrou en 1979 dans l'article peptide opioïdes dérivé des protéines alimentaires. Les exorphines (titre original en anglais : Opioid peptides derived from food proteins. The exorphins.)
Cette dénomination se retrouve surtout dans le cadre du régime sans caséine ni gluten (parfois aussi dans le cadre de la maladie cœliaque).
Le monde scientifique ne l'a jamais vraiment adopté car la définition est difficile puisque l'endorphine fait déjà référence à une morphine endogène, donc sécrété par l'organisme lui-même. On arrive ainsi à la définition à tiroir d'une molécule exogène ayant l'effet d'une molécule endogène ayant elle-même l'effet de la morphine.
Depuis cette époque on a identifié le mode d'action de la morphine par l'intermédiaire des récepteurs aux opiacès. Donc bien que les références logiques soient différentes, on parle préférentiellement de peptide opioïde